# Großer Preis von Großbritannien 1978
Der Große Preis von Großbritannien 1978 (offiziell XXXI John Player British Grand Prix) fand am 16. Juli auf dem Brands Hatch Circuit in Fawkham statt und war das zehnte Rennen der Automobil-Weltmeisterschaft 1978.

## Berichte

### Hintergrund

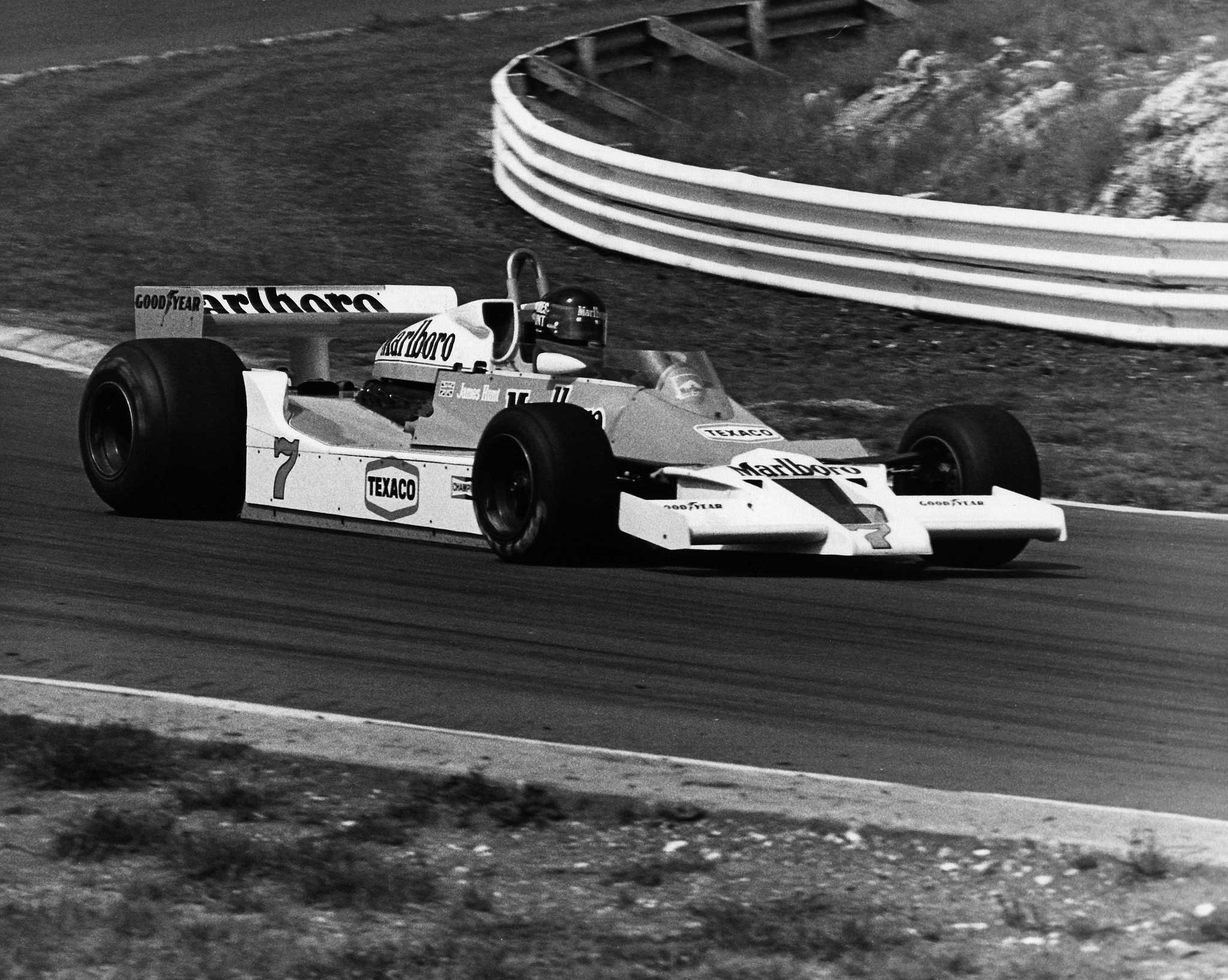
James Hunt im McLaren M26

Das übliche Teilnehmerfeld wurde für den Britischen Grand Prix durch einen werksunterstützten Ensign N175, den das Privatteam Mario Deliotti Racing für den Debütanten Geoff Lees anmeldete, sowie einen privaten McLaren M23 des Teams Melchester Racing für den Gelegenheitsfahrer Tony Trimmer ergänzt.

### Training
Die beiden Lotus 79-Piloten Mario Andretti und Ronnie Peterson wurden mit dem Erreichen der Startplätze eins und zwei ihrer Favoritenrolle abermals gerecht, wobei der Schwede ausnahmsweise schneller war, als der US-Amerikaner. Jody Scheckter und Niki Lauda bildeten die zweite Startreihe vor Riccardo Patrese und Alan Jones.
John Watson, Gilles Villeneuve und James Hunt, die nur die Plätze 9, 13 beziehungsweise 14 erreichten, konnten mit ihren jeweiligen Trainingsergebnissen nicht zufrieden sein.
Unter den vier Piloten, die sich nicht für einen der 26 erlaubten Startplätze qualifizieren konnten, befanden sich drei der fünf Briten, die angetreten waren, um ihr Heimrennen zu bestreiten.

### Rennen
Andretti übernahm bereits in der ersten Runde die Führung und vieles deutete zunächst auf eine erneute Dominanz der beiden Lotus-Piloten hin, bis Peterson in der siebten Runde aufgrund eines Problems mit der Kraftstoffzufuhr ausschied. Zwei Runden später drehte sich Hunt ins Aus, sodass den britischen Zuschauern mit Watson auf Rang sieben nur noch ein Landsmann blieb.
In der 24. Runde musste Andretti wegen eines Reifenschadens die Box ansteuern. Er kehrte als elfter auf die Strecke zurück, fiel jedoch vier Runden später mit Motorschaden aus. Scheckter, der dadurch an die Spitze gelangt war, musste sich gegen Jones verteidigen, bis dieser kurze Zeit später wegen einer gebrochenen Gelenkwelle aufgeben musste. Scheckter, der seinerseits mit einem Getriebeproblem zu kämpfen hatte, konnte in Runde 34 nicht verhindern, dass Lauda die Führung übernahm. Nach Scheckters Ausfall belegten Patrese und Carlos Reutemann die Plätze zwei und drei vor Watson, Didier Pironi und Keke Rosberg, der im ATS ein starkes Rennen fuhr.
Durch die technisch bedingten Ausfälle von Patrese und Pironi gelangte Rosberg gar auf den vierten Rang, geriet jedoch zunehmend unter Druck durch Patrick Depailler, der ihn in der 49. Runde schließlich überholte.
Reutemann holte im Ferrari 312T3 mit neu entwickelten Michelin-Reifen stetig auf den führenden Lauda auf. Er nutzte ein Überrundungsmanöver gegen Bruno Giacomelli, um am amtierenden Weltmeister vorbeizuziehen. Zur gleichen Zeit endete Rosbergs vielversprechendes Rennen mit einem Aufhängungsschaden, sodass Depailler, Hans-Joachim Stuck und Patrick Tambay die Punkteränge hinter den Podestplatzierten Reutemann, Lauda und Watson belegten.

## Meldeliste
| Team                            | Nr. | Fahrer                | Chassis        | Motor                     | Reifen |
| ------------------------------- | --- | --------------------- | -------------- | ------------------------- | ------ |
| Parmalat Racing Team            | 01  | Niki Lauda            | Brabham BT46   | Alfa Romeo 115-12 3.0 F12 | G      |
| Parmalat Racing Team            | 02  | John Watson           | Brabham BT46   | Alfa Romeo 115-12 3.0 F12 | G      |
| Elf Team Tyrrell                | 03  | Didier Pironi         | Tyrrell 008    | Ford Cosworth DFV 3.0 V8  | G      |
| Elf Team Tyrrell                | 04  | Patrick Depailler     | Tyrrell 008    | Ford Cosworth DFV 3.0 V8  | G      |
| John Player Team Lotus          | 05  | Mario Andretti        | Lotus 79       | Ford Cosworth DFV 3.0 V8  | G      |
| John Player Team Lotus          | 06  | Ronnie Peterson       | Lotus 79       | Ford Cosworth DFV 3.0 V8  | G      |
| Marlboro Team McLaren           | 07  | James Hunt            | McLaren M26    | Ford Cosworth DFV 3.0 V8  | G      |
| Marlboro Team McLaren           | 08  | Patrick Tambay        | McLaren M26    | Ford Cosworth DFV 3.0 V8  | G      |
| Marlboro Team McLaren           | 33  | Bruno Giacomelli      | McLaren M26    | Ford Cosworth DFV 3.0 V8  | G      |
| ATS Racing Team                 | 09  | Jochen Mass           | ATS HS1        | Ford Cosworth DFV 3.0 V8  | G      |
| ATS Racing Team                 | 10  | Keke Rosberg          | ATS HS1        | Ford Cosworth DFV 3.0 V8  | G      |
| Scuderia Ferrari SpA SEFAC      | 11  | Carlos Reutemann      | Ferrari 312T3  | Ferrari 015 3.0 F12       | M      |
| Scuderia Ferrari SpA SEFAC      | 12  | Gilles Villeneuve     | Ferrari 312T3  | Ferrari 015 3.0 F12       | M      |
| Fittipaldi Automotive           | 14  | Emerson Fittipaldi    | Fittipaldi F5A | Ford Cosworth DFV 3.0 V8  | G      |
| Équipe Renault Elf              | 15  | Jean-Pierre Jabouille | Renault RS01   | Renault EF1 1.5 V6t       | M      |
| Shadow Racing Team              | 16  | Hans-Joachim Stuck    | Shadow DN9     | Ford Cosworth DFV 3.0 V8  | G      |
| Shadow Racing Team              | 17  | Clay Regazzoni        | Shadow DN9     | Ford Cosworth DFV 3.0 V8  | G      |
| Durex Team Surtees              | 18  | Rupert Keegan         | Surtees TS20   | Ford Cosworth DFV 3.0 V8  | G      |
| Beta Team Surtees               | 19  | Vittorio Brambilla    | Surtees TS20   | Ford Cosworth DFV 3.0 V8  | G      |
| Walter Wolf Racing              | 20  | Jody Scheckter        | Wolf WR5       | Ford Cosworth DFV 3.0 V8  | G      |
| Team Tissot Ensign              | 22  | Derek Daly            | Ensign N177    | Ford Cosworth DFV 3.0 V8  | G      |
| Mario Deliotti Racing           | 23  | Geoff Lees            | Ensign N175    | Ford Cosworth DFV 3.0 V8  | G      |
| Team Rebaque                    | 25  | Héctor Rebaque        | Lotus 78       | Ford Cosworth DFV 3.0 V8  | G      |
| Ligier Gitanes                  | 26  | Jacques Laffite       | Ligier JS9     | Matra MS78 3.0 V12        | G      |
| Williams Grand Prix Engineering | 27  | Alan Jones            | Williams FW06  | Ford Cosworth DFV 3.0 V8  | G      |
| Liggett Group/BS Fabrications   | 30  | Brett Lunger          | McLaren M26    | Ford Cosworth DFV 3.0 V8  | G      |
| Arrows Racing Team              | 35  | Riccardo Patrese      | Arrows FA1     | Ford Cosworth DFV 3.0 V8  | G      |
| Arrows Racing Team              | 36  | Rolf Stommelen        | Arrows FA1     | Ford Cosworth DFV 3.0 V8  | G      |
| Team Merzario                   | 37  | Arturo Merzario       | Merzario A1    | Ford Cosworth DFV 3.0 V8  | G      |
| Melchester Racing               | 40  | Tony Trimmer          | McLaren M23    | Ford Cosworth DFV 3.0 V8  | G      |

## Klassifikationen

### Startaufstellung
| Pos. | Fahrer                | Konstrukteur       | Zeit    | Ø-Geschwindigkeit | Start |
| ---- | --------------------- | ------------------ | ------- | ----------------- | ----- |
| 01   | Ronnie Peterson       | Lotus-Ford         | 1:16,80 | 197,203 km/h      | 01    |
| 02   | Mario Andretti        | Lotus-Ford         | 1:17,06 | 196,538 km/h      | 02    |
| 03   | Jody Scheckter        | Wolf-Ford          | 1:17,37 | 195,750 km/h      | 03    |
| 04   | Niki Lauda            | Brabham-Alfa Romeo | 1:17,48 | 195,472 km/h      | 04    |
| 05   | Riccardo Patrese      | Arrows-Ford        | 1:18,28 | 193,475 km/h      | 05    |
| 06   | Alan Jones            | Williams-Ford      | 1:18,36 | 193,277 km/h      | 06    |
| 07   | Jacques Laffite       | Ligier-Matra       | 1:18,44 | 193,080 km/h      | 07    |
| 08   | Carlos Reutemann      | Ferrari            | 1:18,45 | 193,055 km/h      | 08    |
| 09   | John Watson           | Brabham-Alfa Romeo | 1:18,57 | 192,761 km/h      | 09    |
| 10   | Patrick Depailler     | Tyrrell-Ford       | 1:18,73 | 192,369 km/h      | 10    |
| 11   | Emerson Fittipaldi    | Fittipaldi-Ford    | 1:18,78 | 192,247 km/h      | 11    |
| 12   | Jean-Pierre Jabouille | Renault            | 1:18,88 | 192,003 km/h      | 12    |
| 13   | Gilles Villeneuve     | Ferrari            | 1:18,99 | 191,736 km/h      | 13    |
| 14   | James Hunt            | McLaren-Ford       | 1:19,05 | 191,590 km/h      | 14    |
| 15   | Derek Daly            | Ensign-Ford        | 1:19,13 | 191,396 km/h      | 15    |
| 16   | Bruno Giacomelli      | McLaren-Ford       | 1:19,79 | 189,813 km/h      | 16    |
| 17   | Clay Regazzoni        | Shadow-Ford        | 1:19,83 | 189,718 km/h      | 17    |
| 18   | Hans-Joachim Stuck    | Shadow-Ford        | 1:19,98 | 189,362 km/h      | 18    |
| 19   | Didier Pironi         | Tyrrell-Ford       | 1:19,99 | 189,339 km/h      | 19    |
| 20   | Patrick Tambay        | McLaren-Ford       | 1:20,14 | 188,984 km/h      | 20    |
| 21   | Héctor Rebaque        | Lotus-Ford         | 1:20,24 | 188,749 km/h      | 21    |
| 22   | Keke Rosberg          | ATS-Ford           | 1:20,27 | 188,678 km/h      | 22    |
| 23   | Arturo Merzario       | Merzario-Ford      | 1:20,35 | 188,490 km/h      | 23    |
| 24   | Brett Lunger          | McLaren-Ford       | 1:20,39 | 188,397 km/h      | 24    |
| 25   | Vittorio Brambilla    | Surtees-Ford       | 1:20,70 | 187,673 km/h      | 25    |
| 26   | Jochen Mass           | ATS-Ford           | 1:20,71 | 187,650 km/h      | 26    |
| DNQ  | Rolf Stommelen        | Arrows-Ford        | 1:20,73 | 187,603 km/h      | –     |
| DNQ  | Geoff Lees            | Ensign-Ford        | 1:21,05 | 186,862 km/h      | –     |
| DNQ  | Rupert Keegan         | Surtees-Ford       | 1:21,10 | 186,747 km/h      | –     |
| DNQ  | Tony Trimmer          | McLaren-Ford       | 1:21,41 | 186,036 km/h      | –     |

### Rennen
| Pos. | Fahrer                | Konstrukteur       | Runden | Stopps | Zeit       | Start | Schnellste Runde |
| ---- | --------------------- | ------------------ | ------ | ------ | ---------- | ----- | ---------------- |
| 01   | Carlos Reutemann      | Ferrari            | 76     | 0      | 1:42:12,39 | 08    | 1:18,84          |
| 02   | Niki Lauda            | Brabham-Alfa Romeo | 76     | 0      | + 1,23     | 04    | 1:18,60 (72.)    |
| 03   | John Watson           | Brabham-Alfa Romeo | 76     | 0      | + 37,25    | 09    | 1:19,83          |
| 04   | Patrick Depailler     | Tyrrell-Ford       | 76     | 0      | + 1:13,27  | 10    | 1:19,35          |
| 05   | Hans-Joachim Stuck    | Shadow-Ford        | 75     | 0      | + 1 Runde  | 18    | 1:19,79          |
| 06   | Patrick Tambay        | McLaren-Ford       | 75     | 0      | + 1 Runde  | 20    | 1:19,39          |
| 07   | Bruno Giacomelli      | McLaren-Ford       | 75     | 0      | + 1 Runde  | 16    | 1:19,89          |
| 08   | Brett Lunger          | McLaren-Ford       | 75     | 0      | + 1 Runde  | 24    | 1:20,82          |
| 09   | Vittorio Brambilla    | Surtees-Ford       | 75     | 0      | + 1 Runde  | 25    | 1:21,15          |
| 10   | Jacques Laffite       | Ligier-Matra       | 73     | 0      | + 3 Runden | 07    | 1:19,64          |
| –    | Jochen Mass           | ATS-Ford           | 66     | 0      | NC         | 26    | 1:21,71          |
| –    | Keke Rosberg          | ATS-Ford           | 59     | 0      | DNF        | 22    | 1:21,05          |
| –    | Clay Regazzoni        | Shadow-Ford        | 49     | 0      | DNF        | 17    | 1:20,39          |
| –    | Jean-Pierre Jabouille | Renault            | 46     | 0      | DNF        | 12    | 1:20,63          |
| –    | Didier Pironi         | Tyrrell-Ford       | 40     | 0      | DNF        | 19    | 1:21,40          |
| –    | Riccardo Patrese      | Arrows-Ford        | 40     | 0      | DNF        | 05    |                  |
| –    | Jody Scheckter        | Wolf-Ford          | 36     | 0      | DNF        | 03    | 1:20,91          |
| –    | Emerson Fittipaldi    | Fittipaldi-Ford    | 32     | 0      | DNF        | 11    | 1:20,82          |
| –    | Arturo Merzario       | Merzario-Ford      | 32     | 0      | DNF        | 23    | 1:22,45          |
| –    | Derek Daly            | Ensign-Ford        | 30     | 0      | DNF        | 15    | 1:21,19          |
| –    | Mario Andretti        | Lotus-Ford         | 28     | 1      | DNF        | 02    | 1:19,39          |
| –    | Alan Jones            | Williams-Ford      | 26     | 0      | DNF        | 06    | 1:21,04          |
| –    | Gilles Villeneuve     | Ferrari            | 19     | 0      | DNF        | 13    | 1:20,75          |
| –    | Héctor Rebaque        | Lotus-Ford         | 15     | 0      | DNF        | 21    | 1:21,88          |
| –    | James Hunt            | McLaren-Ford       | 8      | 0      | DNF        | 14    | 1:21,92          |
| –    | Ronnie Peterson       | Lotus-Ford         | 6      | 0      | DNF        | 01    | 1:20,15          |

## WM-Stände nach dem Rennen
Die ersten sechs des Rennens bekamen 9, 6, 4, 3, 2 bzw. 1 Punkt(e). Es zählten nur die besten sieben Ergebnisse aus den ersten acht Rennen und die besten sieben Ergebnisse aus den letzten acht Rennen. In der Konstrukteurswertung zählte nur das Ergebnis des bestplatzierten Fahrers eines Teams.

### Fahrerwertung
| Pos. | Fahrer             | Konstrukteur       | Punkte |
| ---- | ------------------ | ------------------ | ------ |
| 01   | Mario Andretti     | Lotus-Ford         | 45     |
| 02   | Ronnie Peterson    | Lotus-Ford         | 36     |
| 03   | Carlos Reutemann   | Ferrari            | 31     |
| 04   | Niki Lauda         | Brabham-Alfa Romeo | 31     |
| 05   | Patrick Depailler  | Tyrrell-Ford       | 26     |
| 06   | John Watson        | Brabham-Alfa Romeo | 16     |
| 07   | Jacques Laffite    | Ligier-Matra       | 10     |
| 08   | Riccardo Patrese   | Arrows-Ford        | 8      |
| 09   | James Hunt         | McLaren-Ford       | 8      |
| 10   | Jody Scheckter     | Wolf-Ford          | 8      |
| 11   | Emerson Fittipaldi | Fittipaldi-Ford    | 7      |
| 12   | Didier Pironi      | Tyrrell-Ford       | 5      |
| 13   | Alan Jones         | Williams-Ford      | 5      |
| 14   | Patrick Tambay     | McLaren-Ford       | 5      |
| 15   | Clay Regazzoni     | Shadow-Ford        | 4      |
| 16   | Gilles Villeneuve  | Ferrari            | 3      |
| 17   | Hans-Joachim Stuck | Shadow-Ford        | 2      |

| Pos. | Fahrer                | Konstrukteur             | Punkte |
| ---- | --------------------- | ------------------------ | ------ |
| 18   | Jochen Mass           | ATS-Ford                 | 0      |
| 19   | Brett Lunger          | McLaren-Ford             | 0      |
| 20   | Vittorio Brambilla    | Surtees-Ford             | 0      |
| 21   | Bruno Giacomelli      | McLaren-Ford             | 0      |
| 22   | Jean-Pierre Jarier    | ATS-Ford                 | 0      |
| 23   | Rolf Stommelen        | Arrows-Ford              | 0      |
| 24   | René Arnoux           | Martini-Ford             | 0      |
| 25   | Héctor Rebaque        | Lotus-Ford               | 0      |
| 26   | Jean-Pierre Jabouille | Renault                  | 0      |
| 27   | Rupert Keegan         | Surtees-Ford             | 0      |
| 28   | Jacky Ickx            | Ensign-Ford              | 0      |
| 29   | Keke Rosberg          | Theodore-Ford / ATS-Ford | 0      |
| –    | Danny Ongais          | Ensign-Ford              | 0      |
| –    | Lamberto Leoni        | Ensign-Ford              | 0      |
| –    | Arturo Merzario       | Merzario-Ford            | 0      |
| –    | Eddie Cheever         | Hesketh-Ford             | 0      |
| –    | Derek Daly            | Ensign-Ford              | 0      |

### Konstrukteurswertung
| Pos. | Konstrukteur       | Punkte |
| ---- | ------------------ | ------ |
| 01   | Lotus-Ford         | 58     |
| 02   | Brabham-Alfa Romeo | 40     |
| 03   | Ferrari            | 31     |
| 04   | Tyrrell-Ford       | 28     |
| 05   | McLaren-Ford       | 12     |
| 06   | Ligier-Matra       | 10     |
| 07   | Arrows-Ford        | 8      |
| 08   | Wolf-Ford          | 8      |
| 09   | Fittipaldi-Ford    | 7      |
| 10   | Shadow-Ford        | 6      |

| Pos. | Konstrukteur  | Punkte |
| ---- | ------------- | ------ |
| 11   | Williams-Ford | 5      |
| 12   | ATS-Ford      | 0      |
| 13   | Surtees-Ford  | 0      |
| 14   | Martini-Ford  | 0      |
| 15   | Renault       | 0      |
| 16   | Ensign-Ford   | 0      |
| –    | Merzario-Ford | 0      |
| –    | Theodore-Ford | 0      |
| –    | Hesketh-Ford  | 0      |